# 조무원

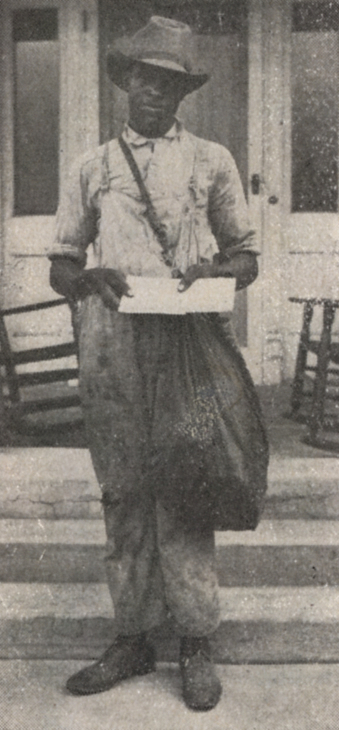
미국의 학교조무원 알프레드홀트,1919년경

조무원(助務員)은 1998년부터 2013년까지 존속하였던 대한민국의 각급 행정기관의 기능직 공무원의 일종이었다. 시설 관리 업무와 각종 기본업무를 보았으나, 처우 문제 등으로 폐지되었다. 업무를 보조 또는 조력한다는 뜻의 의미로, 간호조무사나 간호조무원과는 의미가 다르다.
시설관리 업무가 주무였으며, 청사방호와 경비, 숙직 업무를 같이 하던 방호원과는 다르게, 이들은 시설관리 업무 외에 행정사무 업무와 보고서 작성, 관용차량 운전 등의 업무를 보았다. 2002년 1월 1일부로 공개채용으로 선발했으며, 필기는 2과목 또는 3과목, 면접, 실기 과목이 있었다.
일본에서도 학교의 제반업무를 처리하기 위해 고용한 인원이 있어 이들을 급사 또는 소사라고 부르다가 1947년부터 학교 용무원(学校用務員)이라는 명칭을 사용하였다.

## 개요
관공서와 학교에서 일용직, 고용직으로 뽑던 인력을 1989년 7월에는 방호원으로 전환하여 기능직화하였다. 주로 해당 공공기관과 학교의 청사 방호와 경비, 숙직, 제반 사무, 문서 수발신 등의 일을 보았다. 1998년부터는 조무원을 채용하며 학교의 청사 방호와 경비, 숙직, 제반 사무, 문서 수발신 외에 일반 행정업무를 겸하게 하였다.
그러나 국회와 일부 정부 기관에서는 조무원을 채용하지 않고, 청사경비와 방호, 일부 제반 사무를 보는 방호원을 2013년 기능직 공무원 폐지시까지 계속 채용하였다.
2002년부터 공개채용화하였다. 1998년부터 2001년까지는 국가유공자 자녀들에 한한 특별 채용, 2002년부터 2013년까지는 공개채용하였고, 시험 과목은 국어와 일반상식의 2과목을 시험보거나, 국어, 국사, 일반상식 3과목의 필기시험과 2차 면접시험으로 선발하였다.
조무원은 방호원과는 다르게 일부 행정사무 업무, 보고서 작성, 관용차 운전 등의 업무도 맡겼다. 그러나 숙직과 청사 경비 등 기존 방호원의 업무를 승계할 것을 해당 공공기관, 학교 등으로부터 강요받았고, 공채 출신이라는 점과 고학력화에 걸맞지 않은 처우라면서 반발이 확산되었다. 그밖에 9급 일반직 공채, 7급 일반직 공채 출신들과 출발선부터 다른 직급 호봉 문제, 해당 공공기관과 관공서에서의 멸시와 차별대우, 육체노동 강요와 거부 등으로 해당 기관과의 갈등이 발생하면서, 일반직 전직을 요구하였다. 2014년 기능직 공무원이 폐지되고 일반직렬로 전환되면서, 다른 기능직 공무원들과 함께 폐지되어 사라졌다.

## 폐지 과정
시청과 구청 등 행정기관에서는 2000년부터 시설관리공단을 설치하여 조무원이 하던 일을 용역화하거나 공기업화, 민간화에 준하는 체제로 운영하기 시작하였다.
서울특별시교육청에서는 2006년 교육시설사업소를 설립, 운영하여 조무원이 하던 일을 일부 공업직, 전기직, 시설직렬(건축, 토목) 직원에게 일부 맡게 하였으며, 외부 업체를 위탁하여 관리감독하게 하였다.
2010년 이후에는 각급 행정기관에서 임대형 민간투자사업(BTL)이 확산되면서, 신설 공공기관, 신설 학교는 시공한 업체나 설계한 업체에서 해당 공공기관, 학교에 파견되어 건물관리와 개보수 일을 맡게 되었다. 청사경비 업무는 중앙 행정기관과 정부기관은 방호원, 청원경찰을 계속 채용해왔고 일반직으로 전직한 뒤에도 방호원을 유지, 방호서기보 등의 형태로 방호원을 고용하였다.
그러나 그밖의 행정기관에서는 청사경비, 당직업무를 외부 민간업체에 위탁하는 형식으로 변경하였다.

## 일본
일본에서는 학교 용무원을 고용한다. 이들 학교 용무원의 신분은 도도부현비 부담 교직원이 아닌 일본 정부 공무원으로, 일본 문부성 또는 일본 문부과학성에서 채용하는 공무원이다. 초창기에 이들은 학교 급사(給仕) 또는 소사(小使)라 부르다가, 1947년부터 학교 용무원으로 명칭이 변경되었다.

## 같이 보기
- 기능직
- 소사